# Réservations en Inde
Les réservations en Inde sont un système de quotas de sièges, postes et places réservés pour certaines catégories de la population indienne. Elles s'appliquent principalement dans les assemblées élues, la fonction publique et les universités.
Les populations concernées sont :
- les dalits (intouchables), groupés sous le terme Scheduled castes (castes répertoriées) ;
- les adivasis (autochtones) ou Scheduled tribes (tribus répertoriées) ;
- les basses castes autres que dalits, dites Other Backward Classes (OBC) (autres classes arriérées) ;
- les femmes.

## Histoire

### Contexte historique
Une forme habituelle de discrimination en Inde affecte les intouchables (dalit). Les scheduled castes (castes répertoriées) sont la cible de cette pratique, bien qu'elle soit illégale de par la Constitution de l'Inde,. Une personne intouchable est considérée « impure ou un être humain moindre ».
L'objectif principal des réservations de le système politique indien est d'améliorer les « chances » de rehaussement de statut social et éducatif (afin de rejoindre la moyenne des autres communautés) des communautés les plus démunies afin de leur permettre de prendre leur juste place dans la société indienne. Le système de réservations vise à permettre aux castes répertoriées et tribus répertoriées d'augmenter leur représentation dans la législature, l'exécutif des gouvernements central et des états, le marché du travail, les écoles et autres institutions publiques. 
Dans l'article 15(4), la Constitution de l'Inde stipule que « Tous les citoyens doivent avoir les mêmes chances de recevoir de l'éducation. Rien ne doit faire de sorte que l'État ne puisse fournir des services spéciaux pour les sections éducativement arriérées de la population. »

### Évolution des réservations
En 1982, la Constitution stipule que des postes vacants dans le secteur public et les instituts d'éducation financés par l'État, 15 et 7,5 % étaient réservés aux castes répertoriées et tribus répertoriées, respectivement, pour une durée de cinq ans, « après quoi le système serait révisé ». Ce temps a été prolongé par les gouvernements suivants. La Cour suprême de l'Inde a établi que les réservations ne peuvent excéder les 50 %, afin d'éviter de contrevenir à l'égalité d'accès garantie par la Constitution, et ainsi a établi une limite aux réservations. Dans certains états, cette limite n'est pas appliquée, par exemple dans le Tamil Nadu. En 1990, 27 % des postes gouvernementaux devenaient réservés aux autres classes arriérées, en plus des 22,5 % déjà réservés aux castes répertoriées et tribus répertoriées.
Encore en cours d'acceptation en mai 2012, le Projet de loi sur la réservation pour les femmes devrait réserver aux femmes un tiers de l'ensemble des sièges de la Lok Sabha et des Vidhan Sabha  (chambres du Parlement de l'Inde).

## Controverses

### Réservations par rapport à la religion
Le 22 décembre 2011, le Gouvernement de l'Inde fait l'annonce de la création d'un sous-quota de 4,5 % pour les minorités au sein de la réserve existante de 27 % destiné aux autres classes arriérées (OBC). Le raisonnement est que les communautés musulmanes qui ont obtenu le statut OBC sont incapables de rivaliser avec la communauté hindoue OBC. Il a été allégué que la décision a été annoncée comme la Commission électorale indienne a annoncé les élections à l'Assemblée dans cinq États le 24 décembre 2011, ce qui n'aurait pas dû avoir lieu en raison du code modèle de conduite. Le 12 janvier 2012, la Commission électorale a arrêté la mise en œuvre de cette décision pour violation du code de conduite modèle. Plus tard, le juge Sachar qui a dirigé le Comité Sachar (en) (chargé d'un rapport sur les récentes conditions sociale, économique et éducative de la communauté musulmane de l'Inde) a critiqué la décision du gouvernement en disant: « Ces promesses ne vont pas aider la section arriérée des minorités. C'est comme les prendre pour des imbéciles. Ces gens font des rodomontades juste pour gagner les élections ». Il a suggéré que, plutôt que de faire des promesses de donner une réservation, le gouvernement devrait se concentrer sur les questions fondamentales d'administration et de gouvernance.
Le 28 mai 2012, la haute cour de Andhra Pradesh a annulé le sous-quota. Le tribunal a déclaré que le sous-quota a été taillé uniquement sur des critères religieux et non pas sur toute autre base intelligible. Le tribunal a critiqué la décision en disant: « En fait, nous devons exprimer notre angoisse à la manière plutôt désinvolte dont toute la question a été reprise par le gouvernement central. »